# Гамільтон (Вірджинія)
Гамільтон (англ. Hamilton) — місто (англ. town) в США, в окрузі Лаудун штату Вірджинія. Населення — 619 осіб (2020).

## Географія
Гамільтон розташований за координатами 39°8′6″ пн. ш. 77°39′51″ зх. д. / 39.13500° пн. ш. 77.66417° зх. д. (39.134863, -77.664100).  За даними Бюро перепису населення США в 2010 році місто мало площу 0,54 км², уся площа — суходіл.

## Демографія
Згідно з переписом 2010 року, у місті мешкало 506 осіб у 217 домогосподарствах у складі 141 родини. Густота населення становила 932 особи/км².  Було 232 помешкання (427/км²).
Расовий склад населення:
| - 95,1 % — білих - 3,0 % — чорних або афроамериканців - 0,4 % — азіатів |

До двох чи більше рас належало 1,6 %. Частка іспаномовних становила 3,2 % від усіх жителів.
За віковим діапазоном населення розподілялося таким чином: 21,3 % — особи молодші 18 років, 67,4 % — особи у віці 18—64 років, 11,3 % — особи у віці 65 років та старші. Медіана віку мешканця становила 39,7 року. На 100 осіб жіночої статі у місті припадало 92,4 чоловіків;  на 100 жінок у віці від 18 років та старших — 94,1 чоловіків також старших 18 років.
Середній дохід на одне домашнє господарство  становив 135 686 доларів США (медіана — 93 125), а середній дохід на одну сім'ю — 157 775 доларів (медіана — 123 125). Медіана доходів становила 68 000 доларів для чоловіків та 57 708 доларів для жінок. За межею бідності перебувало 3,0 % осіб, у тому числі 0,0 % дітей у віці до 18 років та 2,7 % осіб у віці 65 років та старших.
Цивільне працевлаштоване населення становило 262 особи. Основні галузі зайнятості: науковці, спеціалісти, менеджери — 21,0 %, роздрібна торгівля — 15,3 %, мистецтво, розваги та відпочинок — 13,4 %, освіта, охорона здоров'я та соціальна допомога — 12,6 %.